# Манана
Манана (гав. Mānana) — гавайский остров, который находится на западной стороне острова Оаху, приблизительно на расстоянии 1,2 км от пляжа Кайпу, неподалёку от Макапу. Остров в длину 707 м, в ширину — 654 м. На гавайском языке mānana означает «плавучесть».
Остров Манана имеет также прозвище «Заячий остров», потому что напоминает формой голову зайца.
Манана — государственный заповедник, где находятся под охраной птицы и почти вымерший гавайский тюлень-монах.